# Arbol Solo (meteoryt)
Arbol Solo – meteoryt kamienny należący do chondrytów oliwinowo-bronzytowych H5, spadły 11 września 1954 w prowincji San Luis w Argentynie. Meteoryt Arbol Solo jest drugim z czterech znalezionych meteorytów w tej prowincji. Z miejsca spadku pozyskano 840 g materii meteorytowej.